# Acid citric
Acid citric hay acid xitric là một acid hữu cơ yếu. Là một chất bảo quản tự nhiên và được sử dụng để bổ sung vị chua cho thực phẩm hay các loại nước ngọt. Trong hóa sinh học, nó là tác nhân trung gian quan trọng trong chu trình acid citric vì thế xuất hiện trong quá trình trao đổi chất của hầu như mọi sinh vật sống. Nó cũng được coi là tác nhân làm sạch tốt về mặt môi trường và đóng vai trò của chất chống oxy hóa.
Acid citric tồn tại trong một loạt các loại rau quả, chủ yếu là các loại quả của chi Citrus. Các loài chanh có hàm lượng cao acid citric;có thể tới 8% khối lượng khô trong quả của chúng (1,38-1,44 gam trên mỗi ounce nước quả). Hàm lượng của acid citric nằm trong khoảng từ 0,005 mol/L đối với các loài cam và bưởi chùm tới 0,030 mol/L trong các loài chanh. Các giá trị này cũng phụ thuộc vào các điều kiện môi trường gieo trồng.

## Tính chất

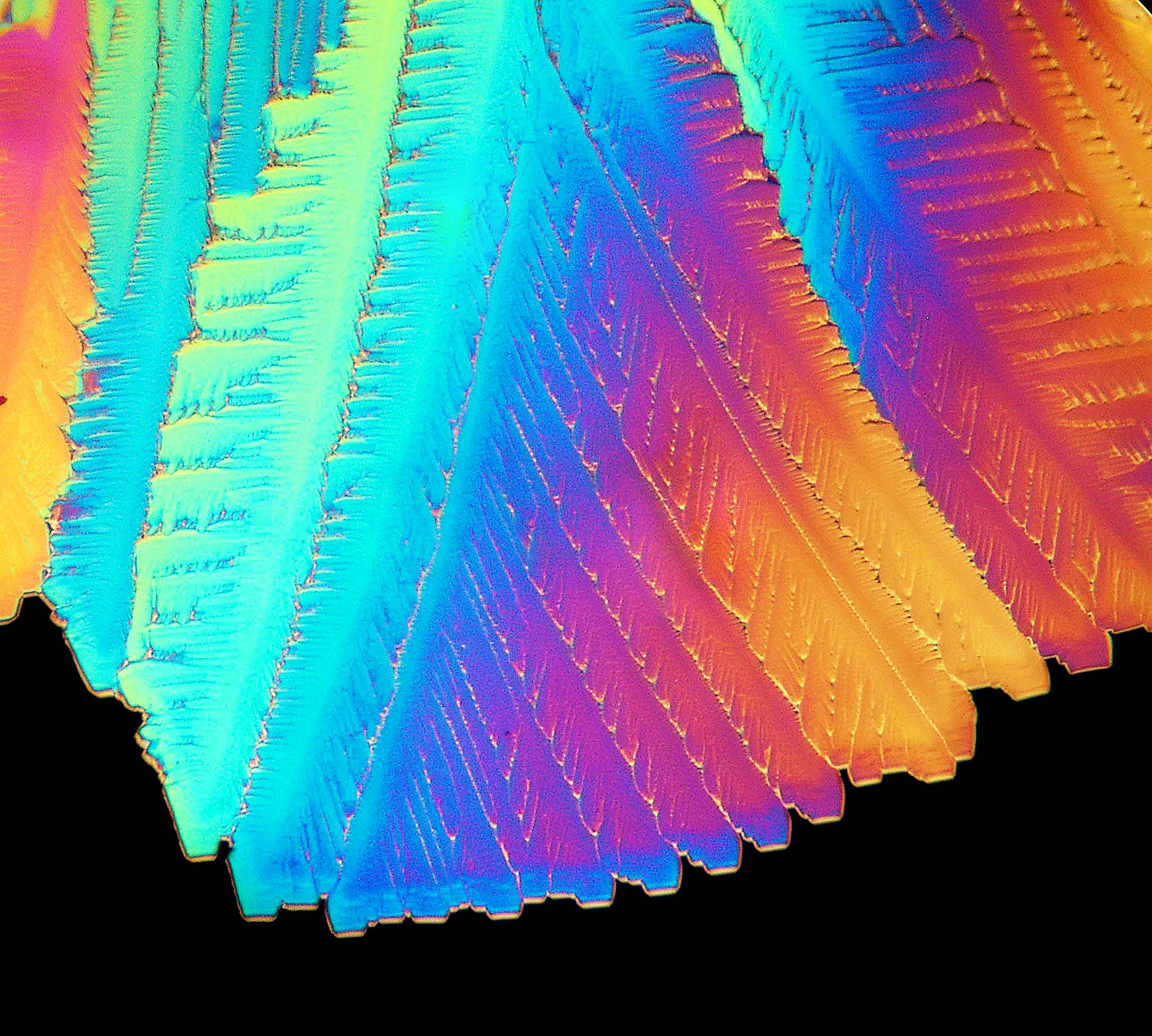
Tinh thể acid citric dưới ánh sáng phân cực

Ở nhiệt độ phòng, acid citric là chất bột kết tinh màu trắng. Nó có thể tồn tại dưới dạng khan (không chứa nước) hay dưới dạng ngậm một phân tử nước (monohydrat). Dạng khan kết tinh từ nước nóng, trong khi dạng monohydrat hình thành khi acid citric kết tinh từ nước lạnh. Dạng monohydrat có thể chuyển hóa thành dạng khan khi nung nóng tới trên 74 °C. acid citric cũng hòa tan trong etanol khan tuyệt đối (76 phần acid citric trên mỗi 100 phần etanol) ở 15 °C.
Về cấu trúc hóa học, acid citric chia sẻ các tính chất của các acid cacboxylic khác. Khi bị nung nóng trên 175 °C, nó bị phân hủy để giải phóng dioxide cacbon và nước.

## Đo đạc
Acid citric thường được thêm vào nước ngọt, bia, nước seltzer và xuất hiện tự nhiên trong nhiều loại nước quả. Điều này gây ra vấn đề trong đo lường do kỹ thuật đo đạc chuẩn cho đường là chiết suất. Chiết suất của đường và acid citric là gần như đồng nhất. Đối với các dạng nước ngọt và nước cam thì phép đo độ ngọt tốt nhất là tỷ lệ đường/acid. Gần đây, việc sử dụng các thiết bị nhạy hồng ngoại đã cho phép đo cả Brix (hàm lượng đường) và độ chua bằng phát hiện đường và acid citric thông qua các dao động phân tử đặc trưng của chúng và điều này cho phép đánh giá chính xác hơn độ ngọt của đồ uống.

## Lịch sử

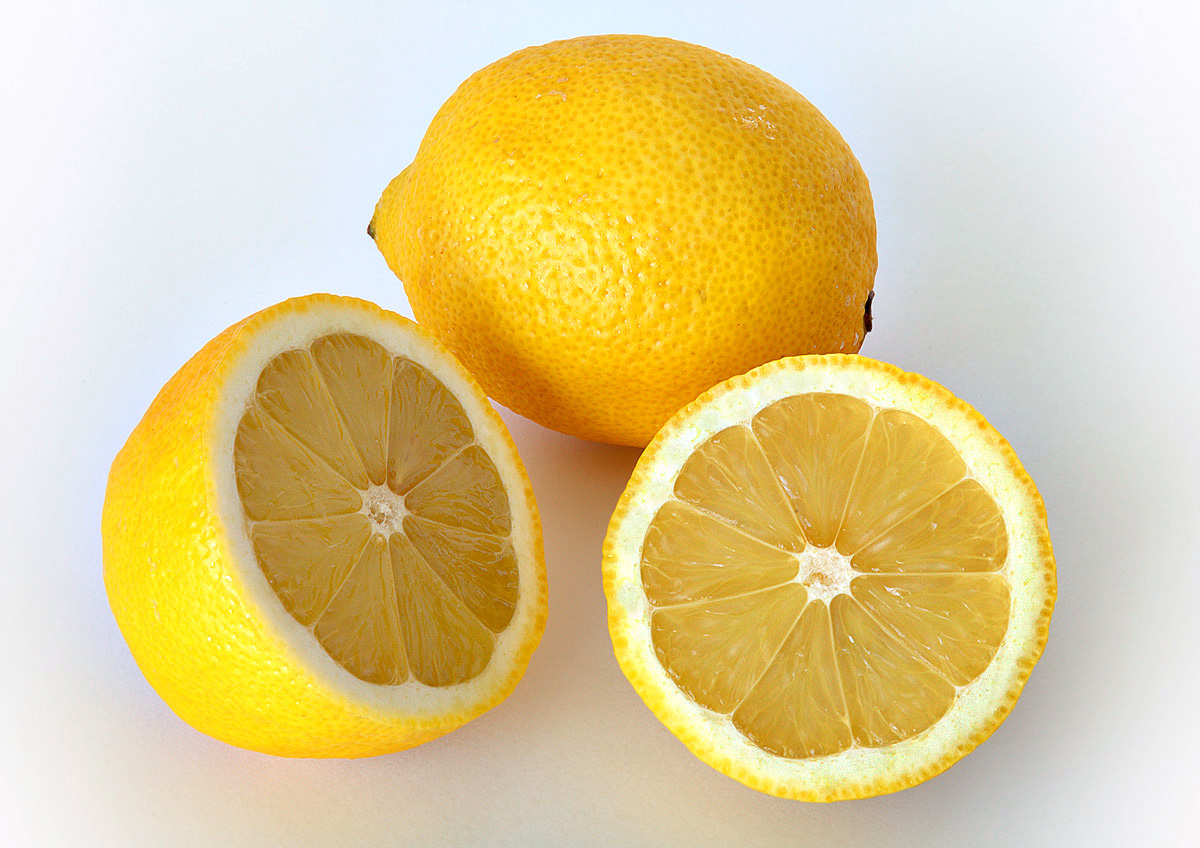
Chanh, cam và các dạng quả khác thuộc chi Citrus chứa nhiều acid citric

Sự phát hiện ra acid citric được cho là của nhà giả kim thuật người Iran trong thế kỷ VIII là Jabir Ibn Hayyan (Geber). Các học giả thời Trung cổ tại châu Âu cũng đã nhận thức về bản chất acid của các loại nước cam, chanh; những kiến thức như thế được ghi lại trong Bách khoa Toàn thư thế kỷ XIII Speculum Majus (Tấm gương Lớn), do Vincent of Beauvais viết. acid citric lần đầu tiên được Carl Wilhelm Scheele, một nhà hóa học người Thụy Điển, cô lập năm 1784, trong đó ông kết tinh nó từ nước chanh. Sản xuất acid citric quy mô công nghiệp bắt đầu từ năm 1860, dựa trên ngành công nghiệp sản xuất các loại quả cam chanh của Italia.
Năm 1893, C. Wehmer phát hiện ra rằng nấm mốc Penicillium cũng có thể sản xuất ra acid citric từ đường. Tuy nhiên, sản xuất sinh học của acid citric đã không trở thành quan trọng về mặt công nghiệp cho tới tận khi Thế chiến I làm gián đoạn xuất khẩu cam chanh của Italia. Năm 1917, nhà hóa học thực phẩm người Mỹ là James Currie phát hiện ra rằng một số biến thể của nấm Aspergillus niger có thể là các nhà sản xuất acid citric có hiệu quả và Pfizer bắt đầu sản xuất ở quy mô công nghiệp bằng kỹ thuật này sau đó 2 năm, tiếp theo là Citrique Belge vào năm 1929.

## Sản xuất
Trong kỹ thuật sản xuất này, hiện tại vẫn là công nghệ sản xuất công nghiệp chính cho acid citric, các mẻ cấy nấm Aspergillus niger được nuôi trong môi trường chứa sucroza hay glucoza để sinh ra acid citric. Nguồn đường là nước ngâm ngô cô đặc, nước rỉ đường, tinh bột ngô thủy phân hay các dung dịch đường rẻ tiền khác. Sau khi nấm được lọc ra khỏi dung dịch được tạo thành, acid citric được cô lập bằng kết tủa nó với vôi tôi (hydroxide calci) để tạo ra muối citrat calci, từ đó acid citric được sinh ra bằng xử lý muối này với acid sulfuric.

## Chu trình Krebs
Acid citric là một trong chuỗi các hợp chất tham gia vào oxy hóa sinh lý các chất béo, protein và cacbohydrat thành dioxide carbon và nước.
Chuỗi các phản ứng hóa học này là trung tâm của gần như mọi phản ứng trao đổi chất và là nguồn của hai phần ba năng lượng có nguồn gốc từ thực phẩm trong các sinh vật bậc cao. Nó được Hans Adolf Krebs phát hiện. Krebs đã nhận Giải Nobel Sinh lý và Y khoa năm 1953 cho phát hiện này. Chuỗi các phản ứng này được biết đến dưới nhiều tên gọi khác nhau, như chu trình acid citric, chu trình Krebs hay chu trình acid tricacboxylic (hay chu trình TCA).

## Sử dụng
Năm 2007, tổng sản lượng sản xuất acid citric trên khắp thế giới là khoảng 1.700.000 tấn. Trên 50% sản lượng này được sản xuất tại Trung Quốc. Trên 50% được sử dụng như là chất tạo độ chua trong các loại đồ uống và khoảng 20% trong các ứng dụng thực phẩm khác, 20% cho các ứng dụng chất tẩy rửa và 10% cho các ứng dụng phi thực phẩm khác như hóa mỹ phẩm và công nghiệp hóa chất.

### Phụ gia thực phẩm
Trong vai trò của một phụ gia thực phẩm, acid citric được sử dụng như là chất tạo hương vị và chất bảo quản trong thực phẩm và đồ uống, đặc biệt là các loại đồ uống nhẹ. Nó được ký hiệu bằng một số E là E330. Các muối citrat của các kim loại khác nhau được sử dụng để chuyển giao các khoáng chất này ở dạng có thể sử dụng được về mặt sinh học trong nhiều chất bổ sung dinh dưỡng. Các tính chất đệm của các citrat được sử dụng để kiểm soát pH trong các chất tẩy rửa dùng trong gia đình và trong dược phẩm. Tại Hoa Kỳ, độ tinh khiết của acid citric cần thiết để làm phụ gia thực phẩm được định nghĩa bởi Food Chemical Codex Lưu trữ ngày 1 tháng 2 năm 2012 tại Wayback Machine (FCC), được công bố trong Dược điển Hoa Kỳ (USP).

### Làm mềm nước
Khả năng của acid citric trong chelat các kim loại làm cho nó trở thành hữu ích trong xà phòng và các loại bột giặt. Bằng sự chelat hóa các kim loại trong nước cứng, nó làm cho các chất tẩy rửa này tạo bọt và làm việc tốt hơn mà không cần phải làm mềm nước. Theo kiểu tương tự, acid citric được dùng để tái sinh các vật liệu trao đổi ion dùng trong các chất làm mềm nước bởi nó kết tủa các ion kim loại đã tích lũy như là các phức chất citrat.

### Khác
Acid citric được sử dụng trong công nghệ sinh học và công nghiệp dược phẩm để thụ động hóa các hệ thống ống dẫn cần độ tinh khiết cao (thay cho việc sử dụng acid nitric). acid nitric bị coi là nguy hiểm và khó xử lý khi sử dụng cho mục đích này, trong khi acid citric thì không.
Acid citric là thành phần hoạt hóa trong một số dung dịch tẩy rửa vệ sinh nhà bếp và phòng tắm. Dung dịch với hàm lượng 6% acid citric sẽ loại bỏ các vết bẩn do nước cứng từ thủy tinh mà không cần phải lau chùi. Trong công nghiệp nó được dùng để đánh tan lớp gỉ trên bề mặt thép.
Acid citric được sử dụng phổ biến như là chất đệm để làm tăng độ hòa tan của heroin nâu. Các túi nhỏ chứa acid citric sử dụng một lần cũng được sử dụng như là tác nhân xui khiến để buộc những người dùng heroin phải đổi các kim bẩn của mình lấy các kim tiêm sạch nhằm làm giảm khả năng lan truyền AIDS và bệnh viêm gan. Các chất acid hóa khác sử dụng cho heroin nâu là acid ascorbic, acid axetic và acid lactic; khi không có chúng, những người sử dụng ma túy thường thay thế chúng bằng nước chanh hay giấm.
Acid citric là một trong các hóa chất cần thiết để tổng hợp HMTD, một chất nổ nhạy nhiệt, nhạy ma sát và nhạy va chạm tương tự như axeton peroxide. Vì lý do này, việc mua một lượng lớn acid citric như tại Mỹ, có thể gây nghi vấn về các hoạt động khủng bố tiềm ẩn.
Acid citric cũng có thể thêm vào kem để giữ cho các giọt mỡ nhỏ tách biệt nhau cũng như thêm vào các công thức chế biến nước chanh tươi tại chỗ. acid citric cũng được dùng cùng bicacbonat natri trong một loạt các công thức tạo bong bóng (bọt) khí, cho cả các dạng thực phẩm (chẳng hạn các loại bánh bột và thỏi) lẫn các dạng hóa chất vệ sinh cá nhân (ví dụ các dạng muối bồn tắm, bom bồn tắm và làm sạch dầu mỡ).
Acid citric cũng dùng nhiều trong sản xuất rượu vang như là chất thay thế hay bổ sung khi các loại quả chứa ít hay không có độ chua tự nhiên được sử dụng. Nó chủ yếu được sử dụng cho các loại rượu vang rẻ tiền do giá thành thấp của sản xuất.
Khi sử dụng với tóc, acid citric mở lớp ngoài cùng (còn gọi là lớp cutin) ra. Khi lớp cutin mở ra, nó cho phép có sự thâm nhập vào sâu hơn của các chất vào chân tóc. Nó có thể được sử dụng trong một số loại dầu gội đầu để rửa sạch các chất sáp và thuốc nhuộm từ tóc.
Acid citric cũng được sử dụng như là nước rửa lần hai (sau nước hiện hình) trong xử lý phim chụp ảnh trước khi dùng nước định hình. Nước rửa đầu tiên thường hơi kiềm nên nước rủa có tính acid nhẹ sẽ trung hòa nó, làm tăng hiệu quả của việc rửa ảnh so với dùng nước thường.
Acid citric cũng được dùng như là một trong các thành phần hoạt hóa trong sản xuất các mô kháng virus.
Ngoài ra, Acid citric cũng được sử dụng như là tác nhân làm chín chính trong các công đoạn đầu tiên trong sản xuất pho mát mozzarella.

## An toàn
Acid citric được hầu hết các quốc gia và tổ chức quốc tế công nhận là an toàn để sử dụng trong thực phẩm. Nó hiện diện tự nhiên trong gần như mọi dạng sự sống, các lượng acid citric dư thừa dễ dàng trao đổi và bài tiết ra khỏi cơ thể. Tuy nhiên, việc tiếp xúc với acid citric khô hay đậm đặc có thể gây ra kích ứng da và mắt, vì thế bảo hộ lao động nên được sử dụng khi tiếp xúc với acid citric. Việc sử dụng quá nhiều acid citric cũng dễ làm tổn hại men răng. Tiếp xúc gần với mắt có thể gây bỏng và làm mất thị giác.
Đôi khi hàm lượng quá cao acid citric có thể gây tổn hại cho tóc, do nó mở lớp cutin của tóc. Nó có thể làm mất các chất cần thiết cho tóc và làm tóc bị bạc màu.